# 中臣真菜
中臣 真菜（なかとみ まな、9月12日 - ）は、日本の女性声優。大阪府出身。マウスプロモーション所属。

## 人物
趣味は能装束、歌唱、読書、酒。
特技はクラリネット、お菓子作り、先天的腹踊り、サイクルロードレース。
他に硬筆七段、毛筆四段を持っている。
2024年7月31日をもってアミュレートを退所、フリー期間を経て、10月1日付でマウスプロモーションに所属。

## 出演

### テレビアニメ
2019年
- B-PROJECT〜絶頂*エモーション〜（スタッフ）
- この世の果てで恋を唄う少女YU-NO

2022年
- サマータイムレンダ（祭り客、浜路俊）
- チェンソーマン（早川タイヨウ）

2023年
- AIの遺電子（ユウタ）

2024年
- 勇気爆発バーンブレイバーン（ビアンカ、オペレーター、ATF隊員C）

2024年
- 戦隊大失格（右京楓）

2025年
- 追放者食堂へようこそ!（ビアス）
- 怪獣8号（生徒）

### ゲーム
2017年
- セブンナイツ（パイク、ジェニファー）
- リネージュ2 レボリューション（クレア）

2018年
- アイアン・スローン（フレイディス・イヴァルソン）
- 片恋いコントラスト ーway of partingー
- 勇者ネプテューヌ 世界よ宇宙よ刮目せよ!! アルティメットRPG宣言!!（武器屋）
- デスティニーナイツ（アドニス）
- Tlicolity Eyes
- メモリーズオフ -Innocent Fille-
- 蛇香のライラ 〜Allure of MUSK〜（2018年 - 2019年、オリビア・クライデル、紫礼）

2019年
- ROBOTICS;NOTES DaSH
- エンゲージプリンセス（ステーシー）
- プリンセスコネクト!Re:Dive（ハレきち〈晴神様〉、クロエの弟ほか）
- TERA ORIGIN（カミラ）

2020年
- 幻想マネージュ（オートマタ、看護師、女性客）
- 原神（2020年 - 2024年、閑雲/留雲借風真君、ティミー、マージョリー、シャニ）

2021年
- 未定事件簿
- 遊戯王ラッシュデュエル 最強バトルロイヤル!!
- ファミコン探偵倶楽部PartII うしろに立つ少女
- ドラガリアロスト

2022年
- Run For Money 〜逃走ごっこ〜（ナオ）
- 黒い砂漠（バア）
- マジェスティック☆マジョリカル

2023年
- サマータイムレンダ Another Horizon（浜路俊）
- 超次元ゲイム ネプテューヌ GameMaker R:Evolution（エフーシャ）
- 超次元ゲイム ネプテューヌ Sisters vs Sisters
- DesperaDrops/デスペラドロップス（アイーダ・ファルコーネ）
- ハツリバーブ -HAZE REVERB-（ライラプス）

2024年
- 魔導物語 フィアと不思議な学校（ベスタ）

2025年
- モンスターハンターワイルズ